# 諾阿塔克 (阿拉斯加州)
諾阿塔克（英語：Noatak）是位於美國阿拉斯加州西北-北極自治市鎮的一個非建制地區和人口普查指定地區。根據2010年美國人口普查，該地人口為514人，而該地的面積約為31.70平方千米。

## 地理
諾阿塔克的座標為67°34′19″N 162°58′30″W / 67.57194°N 162.97500°W，而該地的平均海拔高度為18米（即59英尺）。